# 美國郡
美國郡（日语：〔〕／ Bikuni gun */?）為過去日本北海道後志支廳轄下的郡，轄區包含現在積丹町的部份區域。已於1956年9月30日因無管轄町村而廢除。
郡名源自阿伊努語的「pi-un-i」（有小石頭的地方）或「pok-un-i」（陰處）。

## 沿革

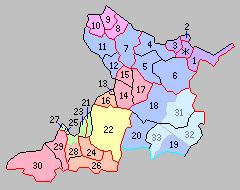
北海道一・二級町村制施行時美国郡下辖町村（8.美国村 桃：積丹町）

- 1869年8月15日：北海道設置11國86郡，後志國美國郡成立。
- 1897年11月：北海道實施支廳制，此時美國郡下轄小泊村、船澗村、厚苫村、幌武意村、婦美村。[2]（5村）
- 1902年4月1日：小泊村、船澗村、厚苫村、幌武意村、婦美村合併為美國村，並成為北海道二級村。（1村）
- 1909年4月1日：美國村改制為美國町，為北海道一級町。（1町）
- 1956年9月30日：美國町和積丹郡余別村、入舸村合併為積丹郡積丹町；同時美國郡因無管轄町村而廢除。